# Karl Haniel

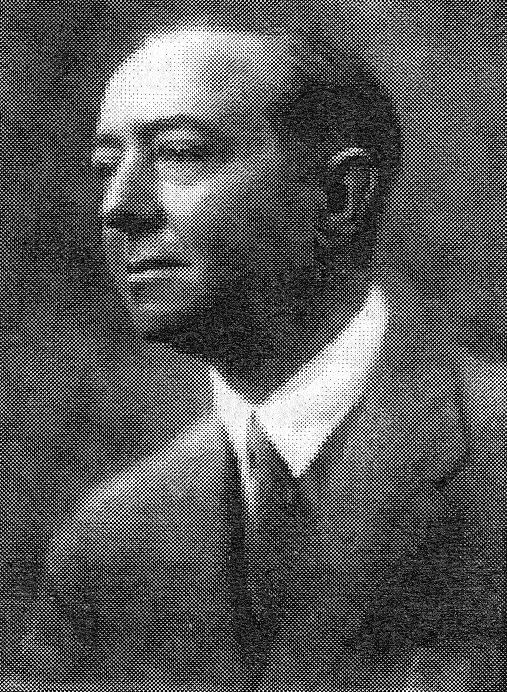
Karl Haniel

Karl Haniel (* 12. Februar 1877 in Koblenz; † 30. Oktober 1944 in Dabringhausen) war ein deutscher Beamter und Unternehmer.

## Ausbildung und Staatsdienst
Karl Haniel wurde als Sohn des Landrats Paul Haniel und der Ida Nobiling (1851–1942) geboren. Der Urenkel des Unternehmers Gerhard Haniel studierte Rechtswissenschaften in Bonn, wo er Mitglied des Corps Guestphalia Bonn wurde, und trat 1901 als Gerichtsreferendar in den preußischen Justizdienst ein. Ein Jahr später promovierte er zum Dr. jur. Bei der Regierung in Düsseldorf war er ab 1903 als Regierungsreferendar tätig. Im Jahr 1907 erfolgte die Ernennung zum Regierungsassessor. Ab 1909 war Haniel im Reichsamt des Innern beschäftigt. Zwischen 1912 und 1915 amtierte Haniel als Landrat des Kreises Merzig im damals preußischen Teil des späteren Saarlandes.
Von 1915 bis 1917 war Haniel in der Zivilverwaltung der Provinz Hennegau im besetzten Belgien tätig. Ab 1917 war er Verwaltungschef der Provinz Wallonien. Im Jahr 1919 trat Haniel in den einstweiligen Ruhestand, um Aufgaben in den Familienunternehmen zu übernehmen.

## Unternehmer
Haniel war ab 1920 Geschäftsführer der Fa. Haniel & Lueg. Ab 1921 war er auch Aufsichtsratsvorsitzender der Oberhausener Gutehoffnungshütte, die sich damals noch mehrheitlich im Besitz der Familie Haniel befand. In dieser Funktion begleitete die vom damaligen GHH-Chef Paul Reusch betriebene Expansion nach Süddeutschland, darunter die Übernahme von M.A.N., welche den Grundstein für die heutige MAN SE legte. Er war ferner Mitglied des Aufsichtsrats der HAPAG. Er kaufte sich 1920 auch in den Zeitungsverlag Knorr & Hirth ein, dem unter anderem die Münchner Neueste Nachrichten gehörte.
Von 1928 bis 1944 war Haniel Vorsitzender des Industrie-Clubs in Düsseldorf.

## Interessenpolitik
Haniel gehörte ab 1928 der Ruhrlade, einer einflussreichen Interessenvertretung führender Ruhrindustrieller, an. Am Ende der Weimarer Republik gehörte Haniel zu den Unterstützern von Franz von Papen. Wie auch andere gleichgesinnte Unternehmer machte er sich Anfang Januar 1933 mit dem Gedanken einer kommenden Regierung von Adolf Hitler vertraut. Der Geschäftsführer der Münchner Neueste Nachrichten Anton Betz schreibt in seinen Erinnerungen, über ein Treffen mit Haniel am 11. Februar 1933:
„Haniel meinte, man müsse das neue Kabinett vorbehaltlos unterstützen; wenn Hitler sich ausgetobt habe, sei er bald der Geschobene. Man müsse nunmehr auch die guten Seiten des Nationalsozialismus anerkennen. Für das Ruhrgebiet bedeute der Nationalsozialismus die Erlösung von dem Kommunismus.“

## Familie

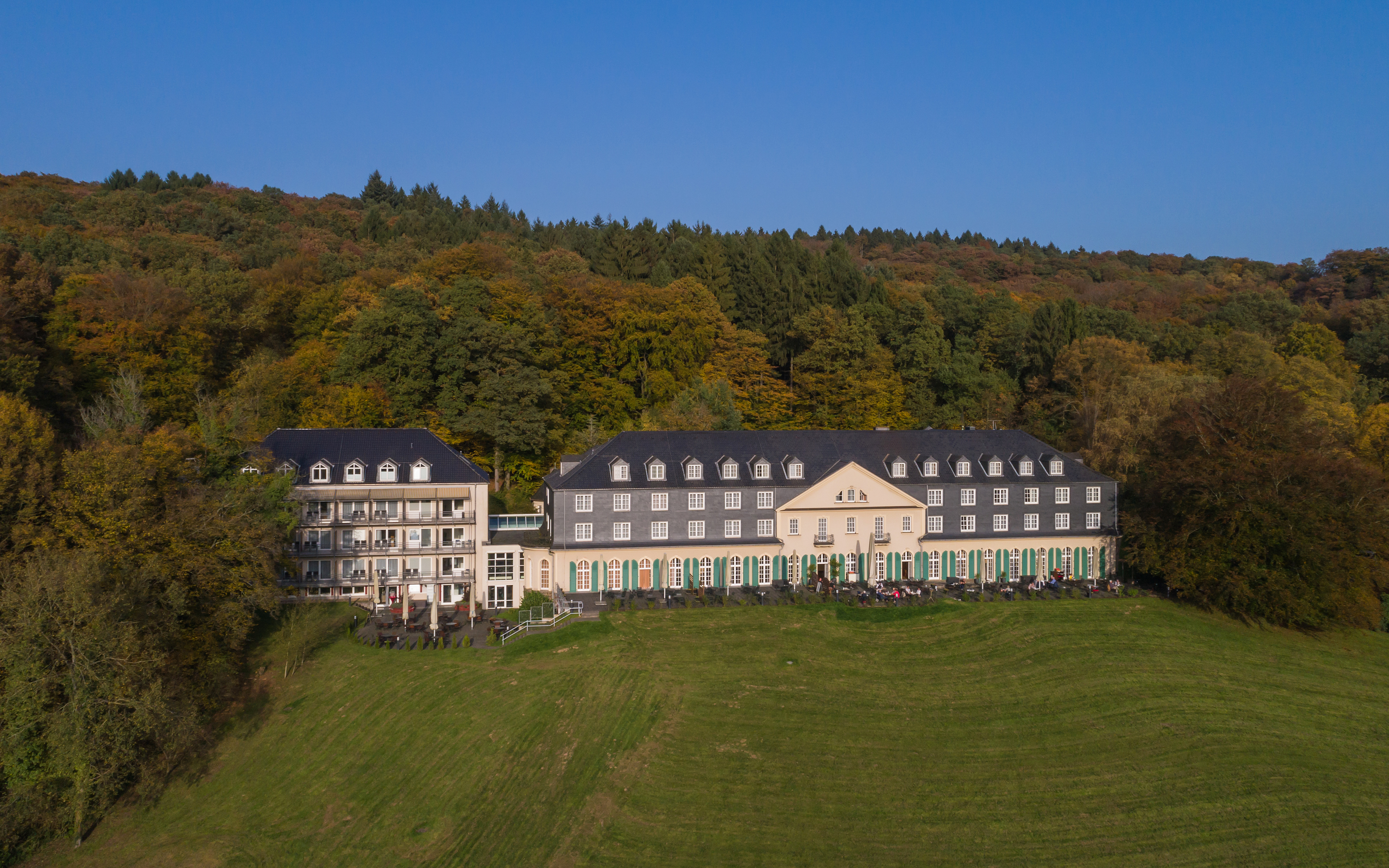
Luftaufnahme Haus Maria in der Aue

Seine Frau Edith war die Tochter des Nadelfabrikaten Richard Schleicher aus Schönthal. Sie hatten zwei Adoptivsöhne, die Zwillingsbrüder Klaus und Peter Haniel-Dill (* 12. Februar 1914). Für seine Familie und sich ließ er von 1927 bis 1928 Schloss Haniel, genannt „Das große Haus“, in Dabringhausen errichten. Mit den Nationalsozialisten kam es, nach eigenen Angaben, zu Problemen, weil seine Frau „nicht rein arisch“ war. Am 30. Oktober 1944 starb Haniel an einem Schlaganfall.